# Stáraya Poltavka
Stáraya Poltavka (ruso: Ста́рая Полта́вка) es un asentamiento rural y pueblo (seló) de Rusia, capital del raión homónimo en la óblast de Volgogrado.
En 2021, el pueblo tenía una población de 4042 habitantes. En el territorio del asentamiento no hay pedanías.
Se ubica unos 60 km al noroeste de Palásovka, sobre la carretera R229 que lleva a Enguels. El río Yeruslán fluye junto al casco urbano del pueblo.

## Historia
Fue fundado en la década de 1830 como un asentamiento de la Ucrania Amarilla, por colonos ucranianos procedentes de la zona de Poltava. Antes de la Revolución rusa, era un pueblo de unos dos mil habitantes, habitado principalmente por ucranianos y una minoría importante de rusos étnicos, en la gobernación de Samara. Sin embargo, estaba rodeado de colonias de alemanes del Volga. Debido a su ubicación geográfica, entre 1922 y 1941 pasó a ser la sede de uno de los cantones de la RASS de los Alemanes del Volga. Tras la disolución de esta república autónoma, en 1941 el cantón pasó a ser el actual raión de Stáraya Poltavka, que quedó integrado en la óblast de Stalingrado.